# Liste des maires de Gorno-Altaïsk
La ville de Gorno-Altaïsk possède un chef depuis 1928, quand les soviétiques ont créé le présidents du comité exécutif du conseil municipal des députés de Gorno-Altaïsk. Depuis 1992, le titre est celui de maire de Gorno-Altaïsk.

## Présidents du comité exécutif (1928-1992)
| Période                                  | Période | Identité                            | Étiquette | Qualité                                                    |
| ---------------------------------------- | ------- | ----------------------------------- | --------- | ---------------------------------------------------------- |
| 1928                                     | 1931    | Voronkov Nikolaï Ivanovitch         |           |                                                            |
| 1931                                     | 1932    | Vorobyev Semen Vassillievitch       |           |                                                            |
| 1932                                     | 1934    | Chabanov Nikolaï Afanassievitch     |           |                                                            |
| 1934                                     | 1934    | Filimonov Abram Gavrilovitch        |           |                                                            |
| 1935                                     | 1935    | Goryaïev Dmitri Ivanovitch          |           |                                                            |
| 1936                                     | 1937    | Romanov Nikolaï Alekseïevitch       |           |                                                            |
| 1937                                     | 1938    | Touchentsev Nikolaï Yefimovitch     |           |                                                            |
| Les données manquantes sont à compléter. |         |                                     |           |                                                            |
| 1941                                     | 1942    | Tonkochkourov Naoum Prokopievitch   |           |                                                            |
| 1942                                     | 1943    | Bondarenko Gavril Ivanovitch        |           |                                                            |
| 1943                                     | 1944    | Tokarev I.F.                        |           |                                                            |
| 1944                                     | 1944    | Baranov Ivan Maksimovitch           |           |                                                            |
| 1944                                     | 1945    | Chestakov Dmitry Prokopevich        |           |                                                            |
| 1945                                     | 1946    | Popov Boris Nikolaïevitch           |           |                                                            |
| 1946                                     | 1946    | Trigoub Andreï Karpovitch           |           |                                                            |
| 1946                                     | 1947    | Galkin Vassili Ivanovitch           |           |                                                            |
| 1947                                     | 1952    | Komkov Abdullah Arefievitch         |           |                                                            |
| 1952                                     | 1953    | Sagadatchny Ivan Makaryevitch       |           |                                                            |
| 1953                                     | 1954    | Trofimov Nikolaï Mikhailovitch      |           |                                                            |
| 1954                                     | 1961    | Fedorin Mikhaïl Filippovitch        |           |                                                            |
| 1961                                     | 1963    | Mikhailov Nikandr Stepanovitch      |           |                                                            |
| 1963                                     | 1965    | Trousov Kirill Konstantinovitch     |           |                                                            |
| 1965                                     | 1970    | Kostenkov Vassili Nikitovitch       |           |                                                            |
| 1970                                     | 1975    | Borovikov Gennady Aleksandrovitch   |           | Ancien chef de l'Université de Gorno-Altaïsk               |
| 1975                                     | 1976    | Zvyagintsev Nikolaï Safonovitch     |           | A travaillé dans diverses instances régionales soviétiques |
| 1976                                     | 1986    | Kharin Vladimir Alekseïevitch       |           | Ingénieur                                                  |
| 1986                                     | 1991    | Gnezdilov Mikhaïl Zakharovitch (ru) |           | Ingénieur                                                  |
| 1991                                     | 1992    | Viktor Obloguine (ru)               |           | Ancien militaire                                           |

## Maires de Gorno-Altaïsk
| Période           | Période           | Identité                         | Étiquette   | Qualité                                                    |
| ----------------- | ----------------- | -------------------------------- | ----------- | ---------------------------------------------------------- |
| 20 février 1992   | 29 septembre 2017 | Viktor Obloguine (ru)            | Russie unie | Condamné en 2019 pour vol et abus de position dominante    |
| 30 septembre 2017 | 15 décembre 2022  | Iouri Viktorovitch Nechaïev (ru) | Russie Unie | Diplômé en mathématiques et physique                       |
| 16 décembre 2022  | En cours          | Olgra Safranova                  | Russie unie | Vice présidente du gouvernement de l'Altaï de 2014 à 2016, |